# Elements (album de Ludovico Einaudi)
 (octobre 2020).
Pour les articles homonymes, voir Elements.
Albums de Ludovico Einaudi
Taranta Project
(2015) Elements, Remixes
(2016)
Elements est un album du compositeur et pianiste italien Ludovico Einaudi, enregistré et publié en 2015.

## Pour piano, cordes, percussions et électro
Le 22 septembre 2012, Einaudi a réalisé un pré-projet appelé The Elements à l'Auditorium Parco della Musica de Rome en hommage à son mentor Luciano Berio, inspiré par les quatre éléments : l'air, l'eau, la terre et le feu. Parmi ces travaux, 1 morceau (Newton's Cradle) intègrera l'album In a Time Lapse.   
Enfin cet album de 12 titres, tous enregistrés à Dogliani, au Melo Fiorito, sauf : (4) à Rome, à l'Auditorium Parco della Musica et (10) à Berlin, au Planet Roc Studios. Sorti le 15 octobre 2015 en Italie. Einaudi utilise encore plus d'instruments de tous horizons. Il dit « je prends ce qu'il y a de beau partout... j'ai été élevé comme ça »,,.   
Avec la participation de l'ensemble Amsterdam Sinfonietta, de l'artiste électro et complice, Robert Lippok, du percussionniste brésilien Mauro Refosco et du violoniste sud africain Daniel Hope.   
- les titres 8 et 12 sont pour piano solo
- le titre 10 est pour piano et musique électronique
- les titres 1, 3, 7 et 9 sont pour piano et ensemble avec percussions dont : piano Rhodes, orgue électrique, synthétiseur de basses, basse électrique, Glockenspiel, guitare acoustique, guitare électrique, violoncelle, violon (dont solo de Daniel Hope), alto, grosse caisse, cloches d'église, bolacha, zabumba, cabasa, kalimba, tama, balafon, shaker, wood-block et marimba). Il y a également de l'aspirine (effervescent) en bruitage (titre 3).
- les autres titres sont pour piano et orchestre (l'Amsterdam Sinfonietta) et encore de nombreux autres instruments : piano Rhodes, guitare électrique, synthétiseur de basses, loops, violoncelles (dont solo), violon, grosse caisse, musique et effets électroniques, 2 vibraphones, crotales, marimba, triangle, waterphone, balafon, riqq, kalimba, daf et tambourin

V2 – En 2015, une version Deluxe de 15 titres est sortie, ajoutant 3 variations (13, 14, 15) pour piano solo à l'album studio.   
V3 – Dans la dernière version de 2016, Special Tour Edition, le titre 16 du CD, Elegy for the Artic, est inédit. C'est un morceau pour piano solo qui a été joué sur un iceberg par Einaudi, près de la banquise polaire en train de se désagréger lors d'un clip pour une campagne de Greenpeace. Un DVD live enregistré à Londres, au Royal Festival Hall en juillet 2016, est ajouté au coffret.   
Certains titres (Petricor, Drop...) ont été téléchargeables individuellement comme single sur la plateforme multimédia avant la sortie de l'album complet.   
Un album électro, Elements, Remixes, est sorti en 2016.
Il importe de préciser que le premier titre, Petricor, est une reprise adaptée de While My Guitar Gently Weeps, chanson composée en 1968 par George Harrison, membre des Beatles.

## Pistes
1. Petricor – (6:34)
2. Night – (5:30)
3. Drop – (5:00)
4. Four Dimensions – (4:42)
5. Elements – (6:05)
6. Whirling Winds – (5:58)
7. Twice – (5:21)
8. ABC – (3:05)
9. Numbers – (4:35)
10. Mountain – (6:13)
11. Logos – (6:23)
12. Song for Gavin – (3:18)

## Deluxe Edition
1. Petricor – (6:34)
2. Night – (5:30)
3. Drop – (5:00)
4. Four Dimensions – (4:42)
5. Elements – (6:05)
6. Whirling Winds – (5:58)
7. Twice – (5:21)
8. ABC – (3:05)
9. Numbers – (4:35)
10. Mountain – (6:13)
11. Logos – (6:23)
12. Song for Gavin – (3:18)
13. Drop Variation – (3:48) (bonus track inédit)
14. Elements Variation – (3:39) (bonus track inédit)
15. Twice Variation – (5:25) (bonus track inédit)

## Special Tour Edition(coffret CD+DVD live)
CD
1. Petricor – (6:34)
2. Night – (5:30)
3. Drop – (5:00)
4. Four Dimensions – (4:42)
5. Elements – (6:05)
6. Whirling Winds – (5:58)
7. Twice – (5:21)
8. ABC – (3:05)
9. Numbers – (4:35)
10. Mountain – (6:13)
11. Logos – (6:23)
12. Song for Gavin – (3:18)
13. Drop Variation – (3:48) (bonus track)
14. Elements Variation – (3:39) (bonus track)
15. Twice Variation – (5:25) (bonus track)
16. Elegy for the Artic – (3:13) (bonus track inédit ou téléchargeable)

DVD
1. Drop
2. Whirling Winds
3. Night
4. Twice
5. Pericor
6. Four Dimensions
7. Elements
8. Numbers
9. Logos